# Лајонси Праг
Лајонси Праг су клуб америчког фудбала из Прага у Чешкој Републици. Основани су 1991. године и своје утакмице играју на Атлетском стадиону Славије из Прага. Такмиче се тренутно у највишем рангу у чешкој лиги ЧЛАФ, и Лиги шампиона.